# 本错
本错是一个位于中国西藏自治区芒康县的湖泊，面积约为20平方千米。